# Prix Ursula K. Le Guin
Le prix Ursula K. Le Guin pour la fiction (en anglais : Ursula K. Le Guin Prize for Fiction) est un prix littéraire créé en 2022 en hommage à l'écrivaine américaine Ursula K. Le Guin. Il est décerné annuellement à un auteur pour une œuvre de  langue anglaise des littératures de l'imaginaire.
Doté d'un prix de 25 000 dollars, il a pour objectif de récompenser les auteurs qui « peuvent imaginer de véritables raisons d'espérer et voir des alternatives à notre mode de vie actuel »,.
Les trois premiers lauréats en sont Khadija Abdalla Bajaber en 2022 (pour The House of Rust), Rebecca Campbell (de) en 2023 (pour Arboreality) et Anne de Marcken en 2024 (pour It Lasts Forever and Then It's Over).

## Éligibilité
Pour être éligible, un livre doit être une œuvre des littératures de l'imaginaire de la longueur d'un roman (roman, recueil de nouvelles, etc.), écrite par un seul auteur, publiée aux États-Unis en anglais (ou traduite en anglais) pendant la période annuelle spécifique de chaque prix (avant 2025, cette période s'étendait d'avril de l'année précédente à mars de l'année en cours ; en 2025, elle s'étend d'avril à décembre 2024). Un écrivain ne peut remporter le prix qu'une fois : une fois lauréat, il ne peut plus être nommé.
Les œuvres peuvent être proposées par n'importe qui et sont jugées en fonction de la façon dont elles « reflètent les concepts et les idées qui étaient au cœur du travail d'Ursula K. Le Guin, y compris, mais sans s'y limiter : l'espoir, l'équité et la liberté ; la non-violence et les alternatives aux conflits ; et une vision holistique de la place de l'humanité dans le monde naturel ».
En outre, le prix « accorde davantage de priorité aux écrivains dont l'accès aux ressources peut être limité en raison de la race, du sexe, de l'âge, de la classe ou d'autres facteurs ; qui travaillent en dehors des cadres institutionnels comme les Masters of Fine Arts ; qui vivent en dehors des centres culturels comme New York ; et qui n'ont pas encore été largement reconnus pour leur travail ».

## Palmarès
La liste suivante recense le palmarès du prix Ursula K. Le Guin. Outre les lauréats, elle précise les finalistes et les auteurs présélectionnés. Les titres sont ceux de l'édition en langue anglaise qui a servi à la sélection ; dans certains cas, les œuvres ont été écrites dans une autre langue ou traduites en français, et portent des noms différents dans ces langues.
- Lauréat*
- Finaliste†
- Présélection

| Année | Auteur                   | Titre                               |
| ----- | ------------------------ | ----------------------------------- |
| 2022  | Khadija Abdalla Bajaber* | The House of Rust                   |
| 2022  | Sequoia Nagamatsu (en)†  | How High We Go in the Dark          |
| 2022  | Catherynne M. Valente†   | The Past Is Red                     |
| 2022  | Cynthia Zhang            | After the Dragons                   |
| 2022  | Matt Bell (en)           | Appleseed                           |
| 2022  | Adrian Tchaikovsky       | Elder Race                          |
| 2022  | Olga Ravn                | The Employees (en)                  |
| 2022  | Darcie Little Badger     | A Snake Falls to Earth              |
| 2022  | Michelle Ruiz Keil       | Summer in the City of Roses         |
| 2023  | Rebecca Campbell (de)*   | Arboreality                         |
| 2023  | Christiane M. Andrews    | Wolfish                             |
| 2023  | Nicola Griffith          | Spear (en)                          |
| 2023  | Yuri Herrera             | Ten Planets                         |
| 2023  | Simon Jimenez (en)       | The Spear Cuts Through Water (en)   |
| 2023  | Zain Khalid              | Brother Alive (en)                  |
| 2023  | Akil Kumarasamy (en)     | Meet Us by the Roaring Sea          |
| 2023  | R. B. Lemberg (en)       | Geometries of Belonging             |
| 2023  | Yvette Lisa Ndlovu       | Drinking from Graveyard Wells       |
| 2024  | Anne de Marcken*         | It Lasts Forever and Then It's Over |
| 2024  | Vajra Chandrasekera      | The Saint of Bright Doors           |
| 2024  | Sarah Cypher             | The Skin and Its Girl               |
| 2024  | Samantha Harvey          | Orbital                             |
| 2024  | Alissa Hattman           | Sift                                |
| 2024  | Alaya Dawn Johnson       | The Library of Broken Worlds        |
| 2024  | Micaiah Johnson (de)     | Those Beyond the Wall               |
| 2024  | Premee Mohamed (en)      | The Siege of Burning Grass          |
| 2024  | Emily Tesh               | Some Desperate Glory                |
| 2024  | Nghi Vo                  | Mammoths at the Gates               |

## Jurés
- 2022[8] :
  - adrienne maree brown
  - Becky Chambers
  - Molly Gloss
  - David Mitchell
  - Luis Alberto Urrea (en)

- 2023[9] :
  - William Alexander (en)
  - Alexander Chee (en)
  - Karen Joy Fowler
  - Tochi Onyebuchi (en)
  - Shruti Swamy

- 2024[10] :
  - Margaret Atwood
  - Omar El Akkad (en)
  - Megan Giddings
  - Ken Liu
  - Carmen Maria Machado

- 2025[11] :
  - Matt Bell (en)
  - Indra Das (en)
  - Kelly Link
  - Sequoia Nagamatsu (en)
  - Rebecca Roanhorse